# キアヌ・バッカス
キアヌ・コール・バッカス（英語: Keanu Kole Baccus、1998年6月7日 - ）は、オーストラリアと南アフリカ共和国のサッカー選手。オーストラリア代表。ポジションはMF。

## 経歴

### クラブ
2014年にウェスタン・シドニー・ワンダラーズFCの下部組織に加入、主将の一人としてユースで活躍した。2017年元日にAリーグ初出場、同年5月に2年のプロ契約を締結した。
2022年4月1日、同年夏よりセント・ミレンFCに加入する事が発表された。6月27日に契約を締結した。
2024年5月22日、マンスフィールド・タウンFCに移籍した。

### 代表
オーストラリア代表として年代別代表からの出場歴がある。年代別代表ではAFC U-19選手権2016、AFC U-23選手権2018、AFC U-23選手権2020、東京オリンピックに参加した。
2022年9月25日に行われたニュージーランド代表との親善試合でオーストラリア代表初出場、同年11月8日には2022 FIFAワールドカップのメンバーに選出された。

## 私生活
ダーバンに生まれたが、0歳の時にシドニーに移住した。
兄のキーリン・バッカスもサッカー選手。

## 代表歴

### 出場大会
- オーストラリア代表
  - 2022 FIFAワールドカップ

### 試合数
- 国際Aマッチ 12試合 0得点（2022年-）[11]

| オーストラリア代表 | 国際Aマッチ | 国際Aマッチ |
| 年                 | 出場        | 得点        |
| ------------------ | ----------- | ----------- |
| 2022               | 5           | 0           |
| 2023               | 7           | 0           |
| 2024               |             |             |
| 通算               | 12          | 0           |